# 莱顿解剖学教室

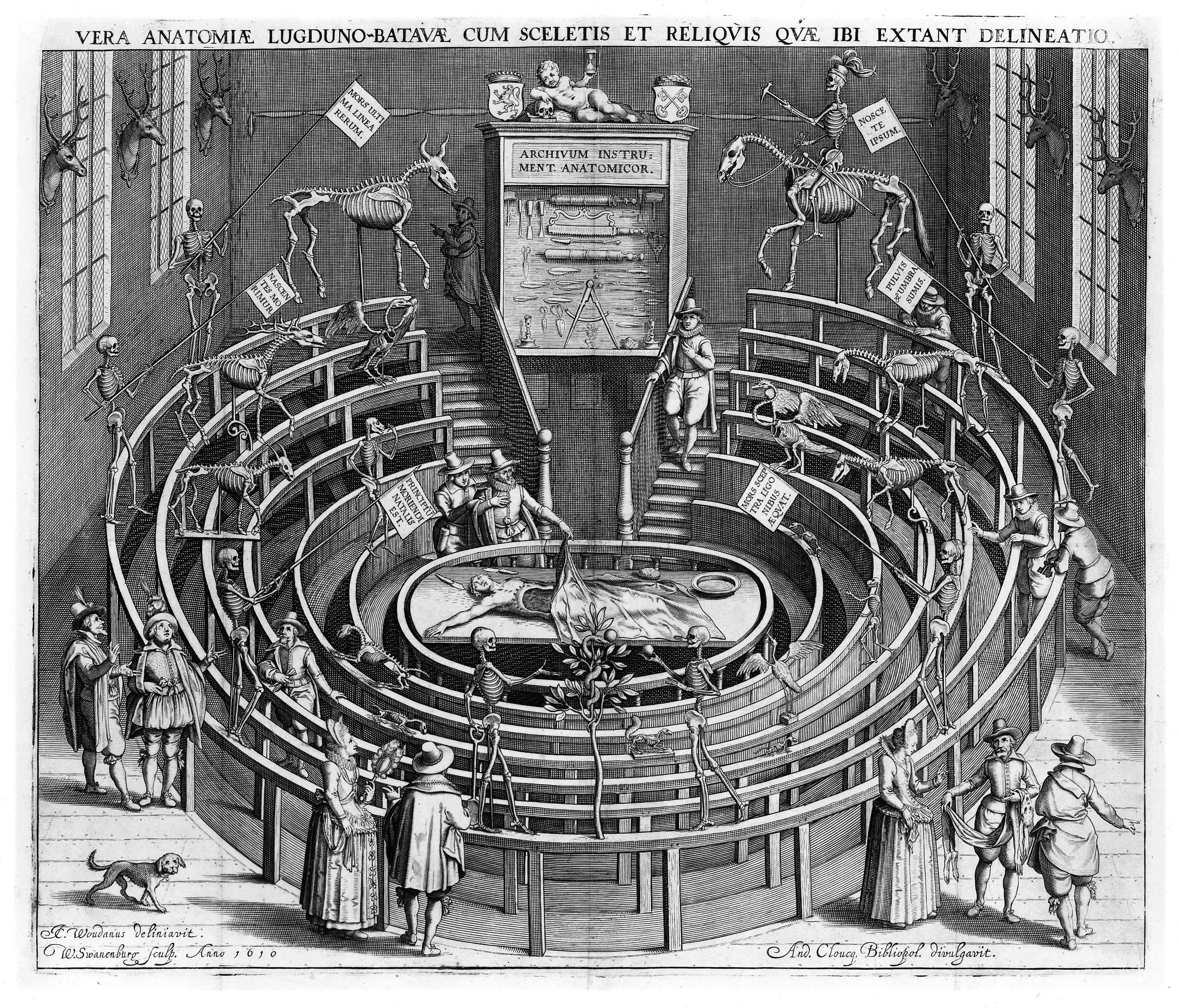
1612年印刷品，表现了立有供公众参观的人體骨架与动物骨架的莱顿解剖学教室

莱顿解剖学教室（法語：théâtre anatomique de Leyde）是一座位于荷兰莱顿的解剖学教室。

## 历史
该解剖学教室于1593年由彼得·保（Pieter Pauw）创建，后者原是意大利解剖学家西罗尼姆斯·法布里休斯（Girolamo Fabrizi d'Acquapendente）的追随者。
它是现代及近代西方文化中用于当众进行解剖学解剖（dissection）的同类建筑中最为知名的一个。布尔哈夫博物馆中有其重建品。

## 画廊

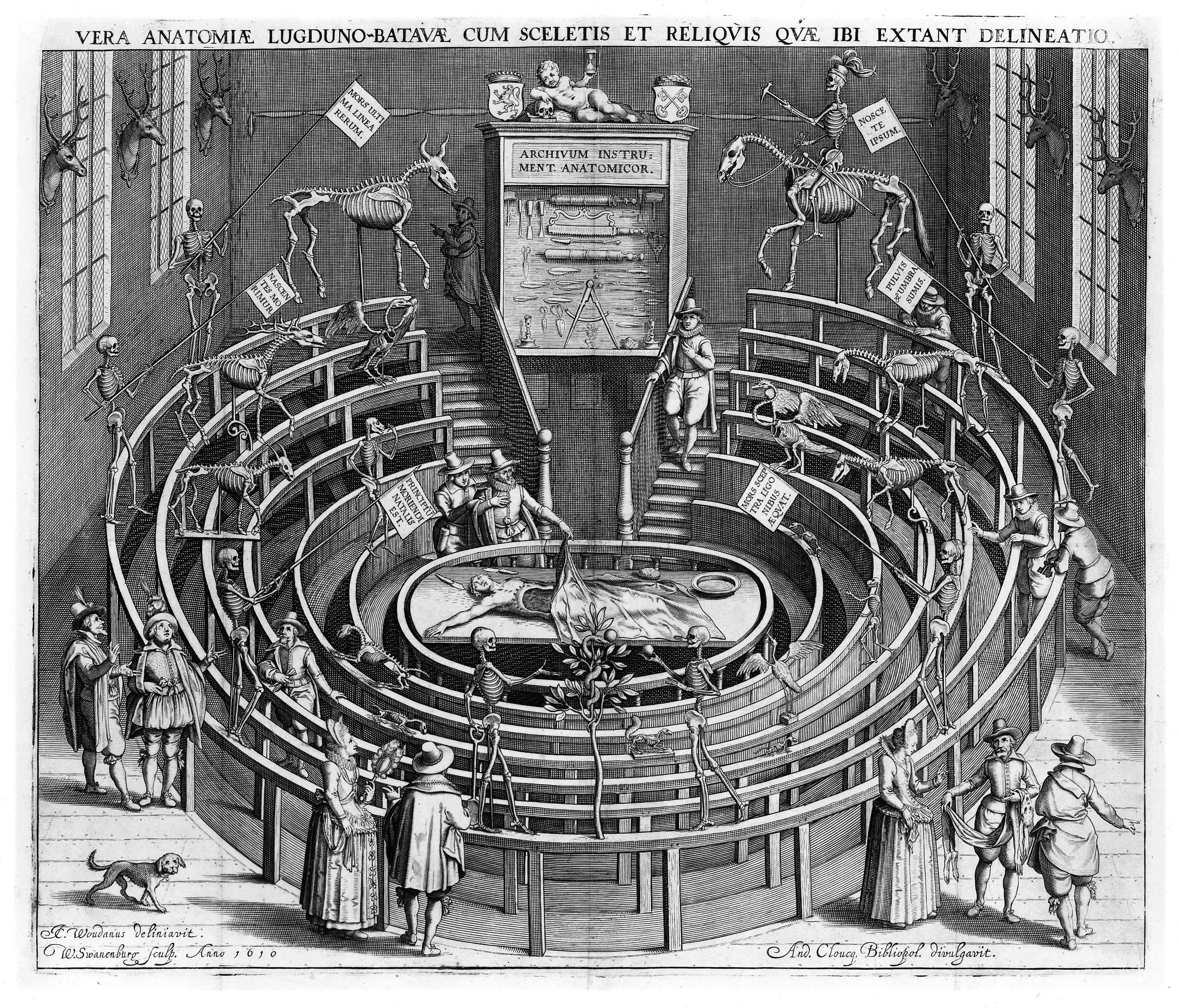
莱顿解剖学教室
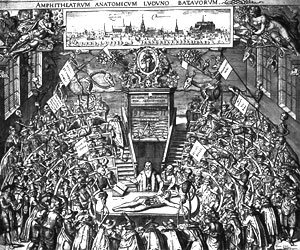
彼得·保（Pieter Pauw）在莱顿解剖学教室教学
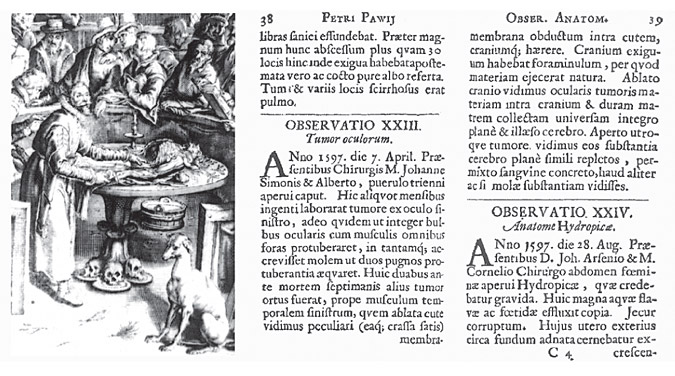
彼得·保（Pieter Pauw）的解剖课
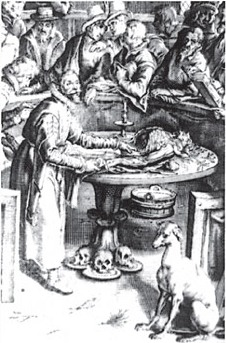
彼得·保（Pieter Pauw）的解剖课
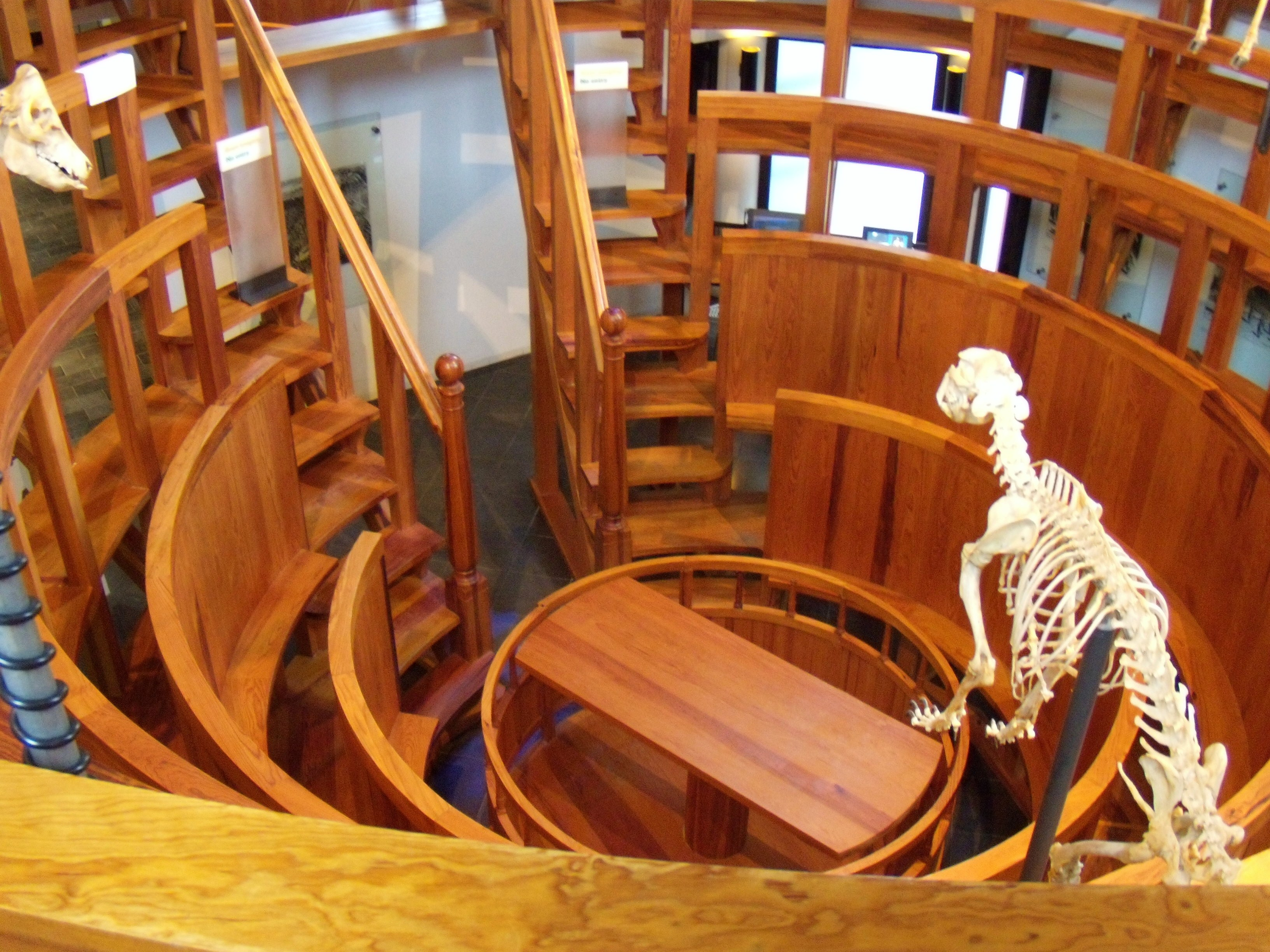
如今在布尔哈夫博物館重建的莱顿解剖学教室
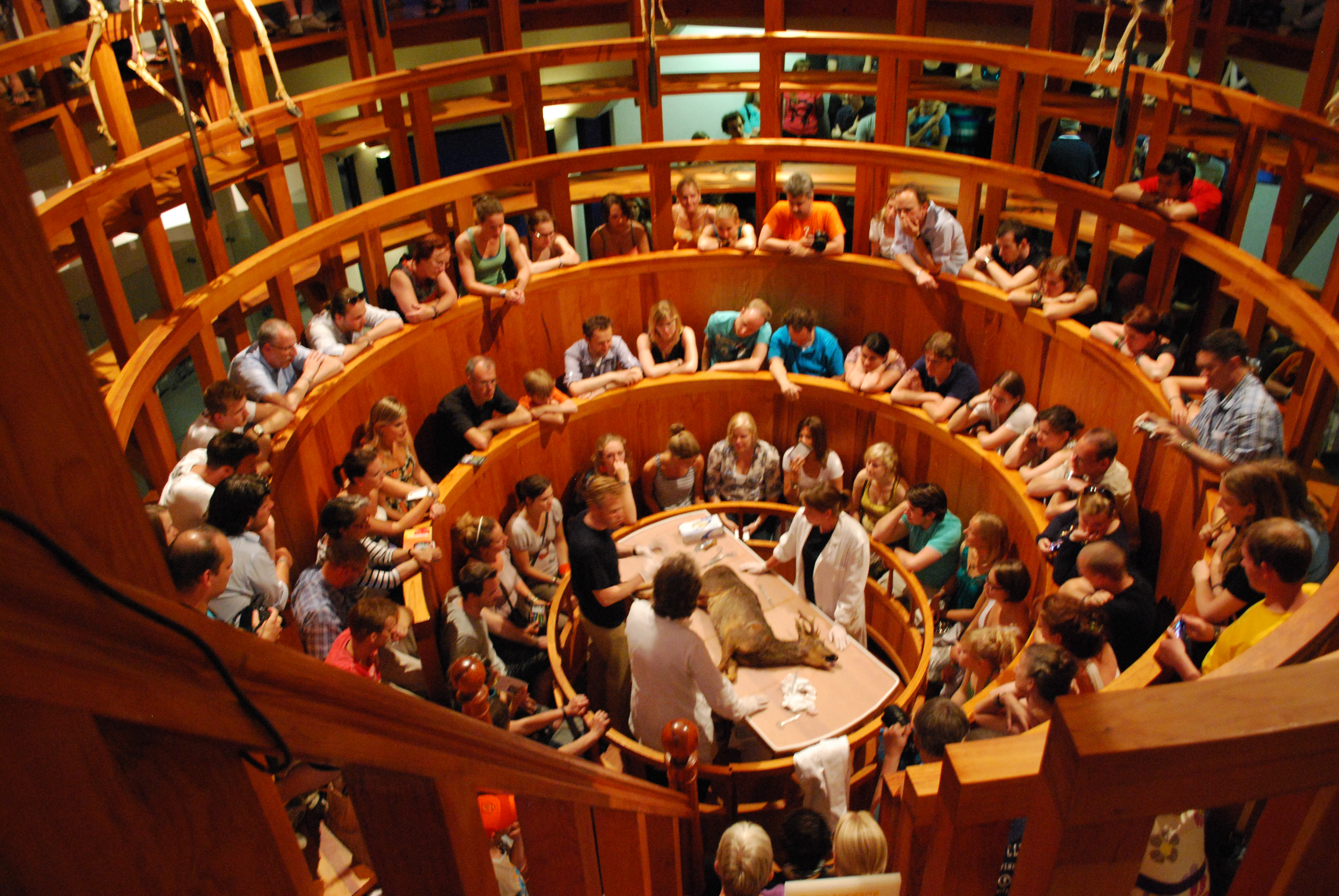
2010年博物馆之夜，布尔哈夫博物館内莱顿解剖学教室正在上解剖课